# Primula tenuituba
Primula tenuituba là một loài thực vật có hoa trong họ Anh thảo. Loài này được C.M. Hu & Y.Y. Geng mô tả khoa học đầu tiên năm 2003.